# San Vicente de Tagua Tagua
San Vicente is een gemeente in de Chileense provincie Cachapoal in de regio Libertador General Bernardo O'Higgins. San Vicente telde 46.766 inwoners in 2017 en heeft een oppervlakte van 476 km².

## Geboren
- Juan Abarca (1988), voetballer

- Library of Congress Control Number: n83160678
- Nationale Bibliotheek van Israël: 987007559981205171
- Virtual International Authority File: 134906906